# إدي فيليبس (لاعب كرة قاعدة أمريكي)
إدي فيليبس (بالإنجليزية: Eddie Phillips)‏ هو لاعب كرة قاعدة أمريكي، ولد في 17 فبراير 1901 في ورسستر في الولايات المتحدة، وتوفي في 26 يناير 1968 في بوفالو في الولايات المتحدة.

## وصلات خارجية
- إدي فيليبس (لاعب كرة قاعدة أمريكي) على موقعبيزبول رفرنس.كوم (الدوري الرئيسي) (الإنجليزية)